# بیره‌جک
بیره‌جک (به ترکی استانبولی: Birecik) شهری است در کشور ترکیه که در استان شانلی‌اورفه واقع شده‌است. جمعیت این شهر بر اساس سرشماری سال ۲۰۰۸ میلادی ۴۶٬۰۲۰ نفر و بر اساس برآوردهای سال ۲۰۰۹ میلادی ۴۵٬۷۳۶ نفر می‌باشد.